# Bartkowa Turnia
Bartkowa Turnia, także Bartkowa Turniczka (słow. Bartkova veža, 2353 m) – turnia znajdująca się w głównej grani Tatr w słowackiej części Tatr Wysokich. Wznosi się ona pomiędzy Małym Gankiem (oddzielona Bartkową Przełączką) a Wschodnią Rumanową Czubą (oddzielona Wschodnią Rumanową Przełęczą – jednym z trzech siodeł Rumanowej Przełęczy).
Nazwa Bartkowej Turni pochodzi od muzykanta i przewodnika tatrzańskiego Bartłomieja Obrochty zwanego Bartkiem lub Bartusiem. Nazwa ta upamiętnia jego udział w jednej z pierwszych wypraw mających na celu zdobycie najwyższego wierzchołka masywu Ganku.
Na wierzchołek Bartkowej Turni nie prowadzą żadne znakowane szlaki turystyczne, jest ona dostępna jedynie dla taterników. Pierwsze pewne wejście na jej wierzchołek Wschodnim uskokiem, z Bartkowej Przełączki Władysław Cywiński 19 sierpnia 1974 r. Ocenił trudność na IV w skali tatrzańskiej. Powrót zjazdem.

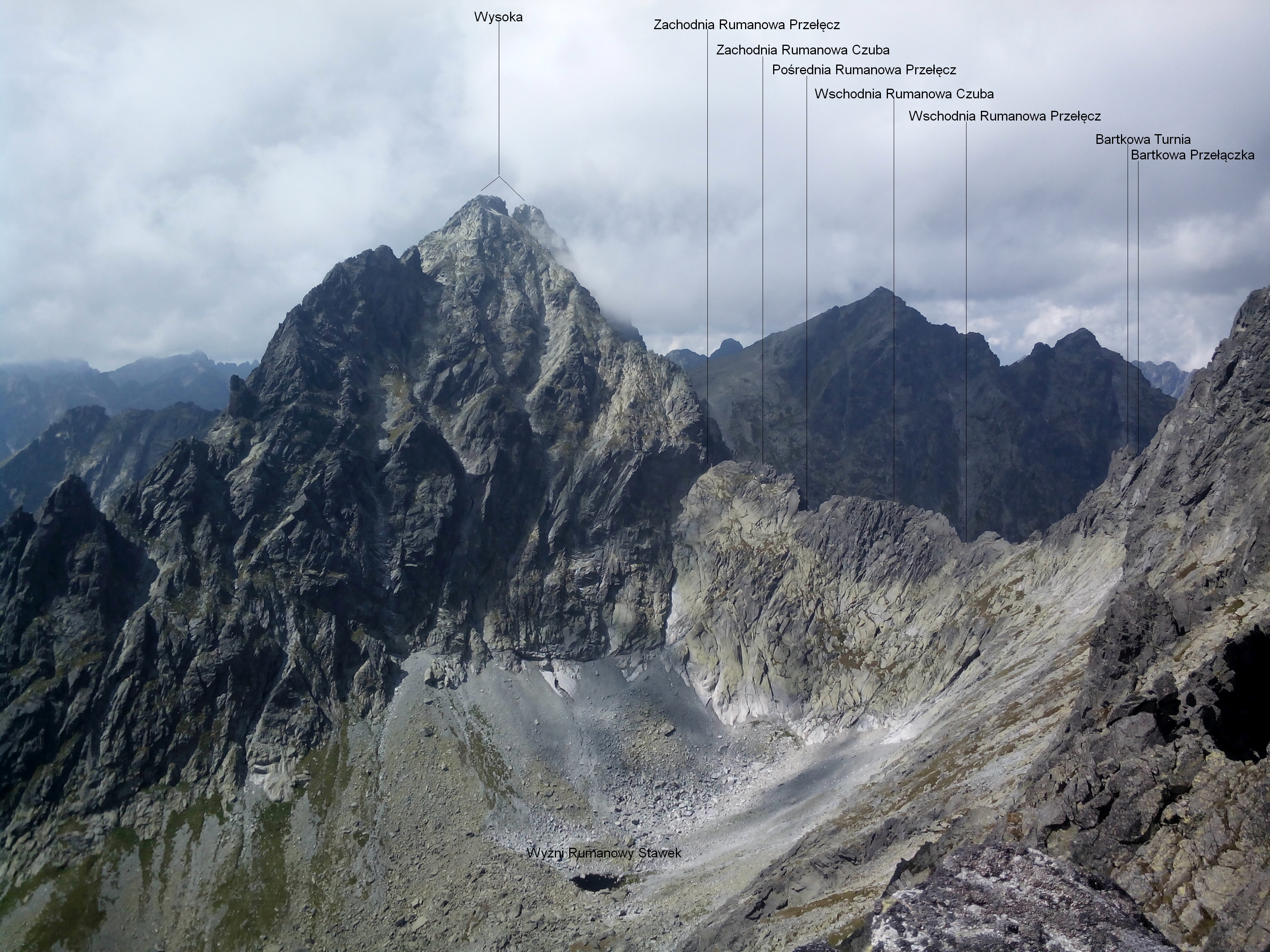
Bartkowa Turnia wśród opisanych obiektów